# Frits Clausen
Frits Clausen (Aabenraa, 12 novembre 1893 – Copenaghen, 5 dicembre 1947) è stato un politico danese, leader del Partito Nazionalsocialista del Lavoro di Danimarca (DNSAP), prima e durante la seconda guerra mondiale.

## Biografia
Nato ad Aabenraa, dal 1864 facente parte della Prussia, Frits Clausen servì nell'esercito tedesco durante la prima guerra mondiale. Al termine del conflitto, studiò medicina ad Heidelberg e divenne dottore nel 1924. Tornato ad Aabenraa, rientrata in possesso della Danimarca, iniziò ad occuparsi di politica ed, in particolare, sostenne la causa della minoranza tedesca dello Jutland.
Clausen aderì inizialmente al Partito Popolare Conservatore, ma nel 1931 passò al DNSAP fondato l'anno precedente. Nel 1933 spodestò il comitato direttivo del partito (composto da Cay Lembcke, Einar Jørgensen e C. C. Hansen) e divenne il leader unico del movimento nazionalsocialista. Sotto la sua guida il partito adottò una retorica accesamente nazionalista e proclamò la necessità di una stretta relazione con la Germania nazista. Decisamente impopolare agli occhi della maggioranza dei danesi, Clausen ottenne però il sostegno della minoranza tedesca. Nel momento del suo massimo radicamento, il partito arrivò a contare circa 20.000 iscritti e 20.000 simpatizzanti. Alle elezioni del 1939 il partito riuscì a conquistare solo tre seggi al Folketing.
Nel 1940 Clausen fu uno dei maggiori sostenitori dell'occupazione tedesca e si attribuì il merito per l'indulgenza e per la moderazione dimostrate dagli occupanti tedeschi. La Germania di Hitler cercò di ricompensare la collaborazione di Clausen provando a convincere il Re Cristiano X a garantire al DNSAP dei posti nel governo. Tale tentativo risultò comunque vano. I tedeschi sperarono allora che Clausen riuscisse a giungere al potere legalmente, ma le elezioni del 1943 decretarono un risultato assai simile a quello del 1939 per il movimento nazionalsocialista.
A seguito delle elezioni Clausen si arruolò nell'esercito tedesco e partì per il fronte orientale, dove prestò servizio come chirurgo. Nonostante non avesse abbandonato la guida del partito, quando nel 1944 tornò in patria la sua carriera politica poté dirsi conclusa. Infatti, il fallimento alle elezioni del 1943 e la riluttanza a collaborare attivamente alla creazione di un corpo SS danese, ne alienarono la simpatia precedentemente goduta presso i nazisti. Egli fu convinto a dimettersi dal plenipotenziario del Reich Werner Best. Dopo la fine dell'occupazione tedesca, avvenuta nel maggio 1945, Clausen fu arrestato e internato nel campo di prigionia di Frøslev. Sottoposto a processo, morì d'infarto in una prigione di Copenaghen il 5 dicembre 1947, prima che la procedura fosse completata.